# أوليفر تري
أوليفر تري (مواليد 29 يونيو 1993) هو مغني وكوميديان أمريكي، أشتهر بأغنيته Life Goes On.

## روابط خارجية
- أوليفر تري على موقع IMDb (الإنجليزية)
- أوليفر تري على موقع ميتاكريتيك (الإنجليزية)
- أوليفر تري على موقع روتن توميتوز (الإنجليزية)
- أوليفر تري على موقع ميوزك برينز (الإنجليزية)
- أوليفر تري على موقع ميوزك برينز (الإنجليزية)
- أوليفر تري على موقع ديسكوغز (الإنجليزية)
- أوليفر تري على موقع قاعدة بيانات الفيلم (الإنجليزية)